# Dieuwke Teertstra
Dieuwke Teertstra (Amsterdam, 13 november 1983) is een Nederlands nieuwslezer en journalist.
Teerstra werkt voor de NOS waar ze regelmatig Nieuws en Co en het NOS Radio 1 Journaal presenteert op NPO Radio 1. Daarvoor was ze te horen als nieuwslezer van het programma Sanders Vriendenteam op NPO 3FM.

## Loopbaan
Teertstra behaalde een master Geschiedenis en een master Politicologie aan de Universiteit van Amsterdam. Naast haar baan als docent Politicologie is ze sinds 2009 actief als redacteur en regisseur van diverse radioprogramma's, waaronder De Nieuwsshow (en De Ochtend.
In 2012 ging ze aan de slag op de redactie 24 Uur van de NOS, waar ze nieuws las op de publieke- en regionale radiozenders. 
Op 1 januari 2016 werd ze een van de vaste nieuwspresentatoren van NOS op 3 op NPO 3FM. In september 2018 werd ze de vaste nieuwslezer in Sanders Vriendenteam, het ochtendprogramma op NPO 3FM met Sander Hoogendoorn.
Tussen januari 2018 en juni 2019 presenteerde Teertstra de programma's FemFest en Teertstra & Wallenburg met Fleur Wallenburg op NPO 3FM KX.
Sinds maart 2021 presenteert Teertstra regelmatig op zaterdag het NOS Radio 1 Journaal en Nieuws en Co op NPO Radio 1.

## Persoonlijk
In juni 2019 kreeg Teertstra een zoon.